# Johann Matthäus Bechstein
Johann Matthäus Bechstein (11. července 1757, Waltershausen – 23. února 1822, Dreissigacker) byl německý biolog, ornitolog, entomolog a lesník. V roce 1795 založil lesnickou školu v Waltershausenu, v roce 1800 ho vévoda Saxe-Meiningen jmenoval ředitelem lesnické školy v Dreissigackeru. Vyzýval k ochraně zvířat, která byla v té době považována za škodlivá, například netopýrů. Jeho botanická značka je Bechst. Jeho adoptivním synem byl sběratel pohádek Ludwig Bechstein (jehož synovec Friedrich Wilhelm Carl Bechstein se pak stal zakladatelem známé továrny na výrobu klavírů).

## Život
Narodil se ve Walterhausenu poblíž města Gotha. Od roku 1776 do roku 1780 studoval v Jeně teologii, přírodní vědy, lesnictví a kameralistiku. Roku 1785 se stal učitelem přírodních věd a matematiky ve Schnepfenthalu (dnes v části Walterhausenu). Roku 1794 založil soukromý lesní institut pro lesnictví a lov, který řídil do roku 1799. Na konci roku 1795 založil "Společnost pro lesnictví", první skupinu pro lesnické odborníky a učence, která měla brzy ohlas i v zahraničí. Svá pojednání o společnosti zveřejnil v publikaci Diana.
Roku 1800 byl Bechstein jmenován ředitelem výcvikového ústavu pro lesnictví ve Dreißigackeru, městě to poblíž Meiningenu. Tento institut byl zanedlouho roku 1803 povýšen do hodnosti vévodské lesní akademie. V tomto institutě vyučoval třeba známý německý spisovatel a lesník Carl Gottlob Cramer. Tuto školu vystudovali velice významní lidé jako třeba německý lesník Georg Wilhelm von Wedekind, lesní vědec Julius von den Brinken, politik a entomolog Carl Heinrich Georg von Heyden nebo odborník na lesnictví Carl Heinrich Edmund von Berg. Roku 1806 mu byl udělen čestný doktorát na univerzitě v Erlagenu. Léta páně 1808 byl zvolen příslušným členem Bavorské akademie věd. Od roku 1812 byl členem Pruské akademie věd.
Bechstein se věnovaly nejen lesnictví, ovšem též druhům ptactva, které popisoval ve svých spisech. Brzy si tak zdědil přezdívku "otec německé ornitologie". Byl jedním z prvních kdo usiloval o ochranu přírody. Jako první podnítil to, že by netopýři chráněnými býti měli. Jsou pojmenována po něm dvě zvířata: Bechsteinův drozd (Turdus bechsteinii), Bechsteinův netopýr (Myotis bechsteinii). Zabýval se chováním ptáků a jejich chorobami. Je považován za zakladatele teraristiky. Společně se svým synovcem Ludwigem Bechsteinem vstoupil do zednářského lóže Šarlota ke třem karafiátům.
Adoptovat si durynského sběratele pohádek a pověstí Ludwiga Bechsteina, který o něm později napsal knihu Johann Mätthäus Bechstein a lesní akademie, první životopis o německém lesníkovi.
Na počest Johanna Mätthäuse Bechsteina se uděluje v Durynském lesnickém sdružení medaile "Johanna Mätthäuse Bechsteina" za služby v lesích na Durynsku.